# Jaremcze (gmina)
Jaremcze – dawna gmina wiejska w powiecie nadwórniańskim województwa stanisławowskiego II Rzeczypospolitej. Siedzibą gminy było Jaremcze.
Gminę utworzono 1 sierpnia 1934 r. w ramach reformy na podstawie ustawy scaleniowej z dotychczasowych gmin wiejskich: Dora, Jamna, Jaremcze i Łuh.
Pod okupacją część gminy (Łuh) weszła w skład nowej gminy Zarzecze n/Prutem.
Po II wojnie światowej obszar gminy znalazł się w ZSRR.